# Schierbruch und Forellenbachtal
Schierbruch und Forellenbachtal ist ein Naturschutzgebiet in der niedersächsischen Einheitsgemeinde Bienenbüttel im Landkreis Uelzen und in der Gemeinde Barnstedt im Landkreis Lüneburg.
Das Naturschutzgebiet mit dem Kennzeichen NSG LÜ 187 ist circa 250 Hektar groß. Davon entfallen 236,7 Hektar auf den Landkreis Uelzen und 13,3 Hektar auf den Landkreis Lüneburg. Das Naturschutzgebiet ist Bestandteil des FFH-Gebietes „Ilmenau mit Nebenbächen“. Das 1990 ausgewiesene, 37,6 Hektar große Naturwaldreservat „Forellenbachtal“ ist Bestandteil des Naturschutzgebietes. Das Gebiet steht seit dem 16. November 1990 unter Naturschutz. Zuständige untere Naturschutzbehörden sind die Landkreise Uelzen und Lüneburg.
Das Naturschutzgebiet liegt westlich von Bienenbüttel. Es umfasst den größten Teil des Eitzener Bach (auch Forellenbach) von seinem Oberlauf bis zum Bienenbütteler Ortsteil Grünhagen etwas oberhalb der Mündung in die Ilmenau mit seinem Talraum sowie einige Nebengewässer und angrenzende Ländereien. Die Bachniederung ist vor allem durch Grünland und naturnahe Laub- und Bruchwälder geprägt. Das Grünland wird überwiegend für die Mahd und als Weide genutzt.
Der Schierbruch im Westen des Naturschutzgebietes südwestlich von Eitzen I gelegen, wird von Erlenbruchwald und feuchtem Eichen-Hainbuchenwald geprägt. Das Naturwaldreservat „Forellenbachtal“, das sich am Unterlauf des Eitzener Bachs befindet, wird u. a. von Erlenbruchwald, Erlen-Eschenwald, Eichen-Hainbuchen- und Flattergras-Buchenwald geprägt.